# Photek
Руперт Паркс (англ. Rupert Parkes; род. 13 мая 1972, Сент-Олбанс, Англия), более известный под творческим псевдонимом Photek [Фотек] — музыкальный продюсер, диджей, кинокомпозитор и владелец нескольких музыкальных лейблов. Популярность получил за свои работы в драм-н-бейсе.
Критики называют Руперта Паркса одним из самых инновационных музыкантов в драм-н-бейсе. При этом он уделяет внимание не только ломаным ритмам, и был замечен в написании хауса, даунтемпо и экспериментов в других жанрах. Руперт Паркс не очень часто выступает как диджей, предпочитая работу в студии, а когда выбирается за «вертушки», играет в основном свой собственный материал.
На данный момент Рупертом Парксом записано четыре альбома, около сотни мини-альбомов и синглов, а также около полусотни ремиксов и совместных работ с разными музыкантами, среди которых Бьорк, Дэвид Боуи, Гвен Стефани, Everything but the Girl, Goldie, Lamb и многие, многие другие. В апреле 2001 года его сингл «Mine to Give», записанный совместно с вокалистом Робертом Оуэнсом, занял первое место в национальном танцевальном хит-параде США (Billboard Hot Dance Club Play). Но при этом музыка Паркса всегда была шире рамок просто урбанистических и танцевальных жанров, доказательством чему служит, например, поставленный Английским национальным балетом спектакль на его «The Hidden Camera», или совместная работа с композитором Крэйгом Амстронгом. Также Руперт Паркс помогал записывать альбом Nine Inch Nails «With Teeth». А в последнее время Паркс всё больше времени уделяет деятельности в кинематографе — его музыка звучала в фильмах «Аниматрица», «Блэйд», «Мир грёз», «Останься», в ремейке «Ограбление по-итальянски» и других.
Стоит отметить, что Руперт Паркс прославился именно как музыкант Великобритании, сначала дислоцировавшийся в Ипсвиче, а с 1999 года — в Лондоне. Но после вовлечения в киноиндустрию в начале 2000-х годов на постоянное место жительства он перебрался в Лос-Анджелес, США. Несмотря на это, Паркса всё ещё продолжают позиционировать как представителя британской сцены.

## Псевдонимы
До подписания контракта с Virgin Records Руперт Паркс издавался на множестве независимых лейблов с разной стилистической направленностью, нюансы звучания для которых подчёркивались использованием разных псевдонимов — Studio Pressure, Aquarius, The Sentinel и другие. После договора с Virgin имя Photek, ставшее к тому времени основным, могло использоваться только для релизов на этом лейбле, а для релизов же на независимых лейблах был введён новый псевдоним Special Forces. Так или иначе, работы под всеми этими псевдонимами отражают творческий путь одного и единственного Руперта Паркса, известного сегодня большинству как Photek.

### Сольные проекты
- Aquarius — эксклюзивный псевдоним для лейбла Good Looking и его дочернего лейбла Looking Good (1994—1995).
- Code of Practice — один из псевдонимов для лейбла Certificate 18 (1995).
- Phaze 1 — псевдоним для лейбла Odysee, также под этим именем был выпущен один трек на лейбле Timeless (1995).
- Photek — первый официальный релиз под этим именем состоялся в 1995 году. С тех пор Photek является главным псевдонимом Руперта Паркса. Именно под ним были выпущены все основные работы, в том числе альбомы для Virgin Records (через дочерний лейбл Science в Европе и через дистрибьютора Astralwerks в США) и Sanctuary Records. Кроме этого, под именем Photek работы были выпущены на лейбле Metalheadz и его дочернем Razors Edge, а также на Op-ART и на собственных лейблах Photek Records и 51st State Entertainment. Плюс ко всему, под этим именем выпущено около полусотни ремиксов и совместных работ с разными музыкантами.
- Special Forces — впервые этот псевдоним был задействован в 1996 году для лейбла Mo' Wax, а с 1998 по 2004 годы был вторым основным псевдонимом и использовался для независимых лейблов, в то время как имя Photek использовалось для релизов на мейджор-лейблах. Под именем Special Forces были выпущены ремиксы на лейблах Prototype и Timeless, а также работы на лейблах Reinforced и Metalheadz и на собственных лейблах Photek Productions и TEKDBZ.
- Studio Pressure — под этим именем было выпущено несколько синглов на лейбле Certificate 18, а также серия классических работ на собственном лейбле Photek (1993—1995).
- Synthetics — под этим именем на лейбле Certificate 18 была выпущена первая сольная работа Паркса (1993).
- System X (также System Ex) — эксклюзивный псевдоним для лейбла 3rd Eye (1994).
- The Sentinel — эксклюзивный псевдоним для лейбла Basement (1995).
- The Truper — анаграмма из Rupert (Руперт), эксклюзивный псевдоним для лейбла Street Beats (1994).

### Совместные проекты
- Baby Boys — это Goldie и Photek. Дуэт состоялся на лейбле FFRR всего лишь только для одного ремикса на сингл «Inner City Life» из классического альбома Goldie «Timeless» (1995).
- Origination — в 1992—1993 годах под этим именем на лейбле Rude Boy выпускали свои первые работы Роб Соломон (англ. Rob Solomon; более известен как Universal и Lexis) и собственно Руперт Паркс. После 1993 года под именем Origination также издавались работы, но уже как сольного проекта Соломона, без участия Паркса.

## Лейблы звукозаписи
- Photek Records (ранее Photek и Photek Productions) — ориентированный на драм-н-бейс лейбл Руперта Паркса, где он издаёт свои собственные работы, а также работы других схожих с ним по звучанию музыкантов.
- 51st State Entertainment — лейбл для выпуска музыки, в таких жанрах, как хип-хоп, гэридж и дэнсхолл, а также драм-н-бейс-ремиксов на треки в этих жанрах. Владельцами являются Руперт Паркс и Джонатан Рифкинд (англ. Jonathan Rifkind; более известен как совладелец и вице-президент американского хип-хоп-лейбла Loud Records).
- TEKDBZ — подразделение Photek Records, направленное на драм-н-бейс с более жёстким, урбанистическим звучанием.

## Биография
Руперт Паркс начал писать музыку со своим приятелем Робом Соломоном (позднее ставшим известным под именами Universal и Lexis) в 1992 году под псевдонимом Origination, но вскоре покинул этот проект для сольной карьеры. Свои первые сольные треки Паркс выпустил на лейбле Certificate 18 (под именами Synthetics, Studio Pressure и Code of Practice). Позднее отметился на таких лейблах, как Good Looking и Looking Good (как Aquarius), Metalheadz, Street Beats (как The Truper), 3rd Eye (как System X), Odysee и Timeless (как Phaze 1). В 1994 году Руперт Паркс запускает свой собственный лейбл Photek, где под псевдонимом Studio Pressure выпустил серию пластинок, которые ему принесли такую славу, что имя Photek было взято за основной творческий псевдоним. В 1996 году Руперт Паркс подписал с мейджор-лейблом Virgin Records договор на пять альбомов, став таким образом одним из самых первых драм-н-бейс-продюсеров, заключивших долгосрочный контракт с крупной компанией звукозаписи. Параллельно Паркс выпускается на лейблах Mo' Wax (как Special Forces), Basement (как The Sentinel), а также Razors Edge и Op-ART, подкрепляя свою репутацию ремиксами для 4 Hero, Attica Blues, Björk, Everything but the Girl, David Bowie, Dr. Octagon, E-Z Rollers, Goldie, J Majik, Jonny L, Klute, Lamb, Roni Size, Therapy? и других. В 1998 году Паркс реанимирует свой лейбл Photek, но уже под названием Photek Productions, где выпускает не только свои собственные треки под псевдонимом Special Forces, но и таких сторонних музыкантов, как Digital и Peshay. Новое тысячелетие для Руперта Паркса ознаменовалось уходом в хаус-музыку, но уже в середине 2002-го он возвращается к драм-н-бейсу… — Август 2002

## Дискография

### Альбомы
- Modus Operandi (8 сентября 1997, Science) — дебютный альбом
- Form & Function (14 сентября 1998, Science) — коллекция ранних синглов и ремиксов на них
- Solaris, (18 сентября 2000, Science) — второй студийный альбом
- Form & Function Vol. 2 (24 сентября 2007, Sanctuary) — коллекция дабплейтов и ремиксов

## Фильмография
- Зона преступности (англ. City of Industry, 14 мая 1997) — трек The Hidden Camera (Static Mix)
- Модуляции (англ. Modulations, 21 января 1998) — в роли самого себя
- Блэйд (англ. Blade, 19 августа 1998) — трек Ni-Ten-Ichi-Ryu (Two Swords Technique)
- Под пальмами (нидерл. Unter den Palmen, 22 сентября 1999) — композитор
- Непобедимый (англ. Invincible, 18 ноября 2001; телефильм) — композитор
- Платинум (англ. Platinum, 14 апреля — 13 мая 2003; телесериал) — композитор
- Ограбление по-итальянски (англ. The Italian Job, 30 мая 2003) — композитор в сценах с погонями
- Аниматрица (англ. The Animatrix, 3 июня 2003; видеофильм) — композитор; трек Ren 2
- Американский пирог: Свадьба (англ. American Wedding, 24 июля 2003) — композитор; треки Free Energy, Read My Lips и Don’t Stop
- Кот (англ. The Cat in the Hat, 8 ноября 2003) — композитор; трек Welcome
- Матрица: Перезагрузка (англ. The Matrix Recalibrated, 6 апреля 2004; видеофильм) — композитор
- Стелс (англ. Stealth, 28 июля 2005) — трек Bullet-Proof Skin, записанный совместно с Institute
- Останься (англ. Stay, 24 сентября 2005) — композитор; трек Aleph 2
- C.S.I.: Место преступления (англ. CSI: Crime Scene Investigation, 6 октября 2000 — наши дни; телесериал) — композитор в эпизодах
- Мир грёз (англ. Dreamland, 17 июля 2006) — композитор

## Видеография
В поддержку к релизам Руперта Паркса были отсняты следующие видеоклипы:
- Loose (Photek Remix) — Therapy? (июль 1995, режиссёр — Wiz Архивная копия от 7 марта 2016 на Wayback Machine)
- Ni-Ten-Ichi-Ryu (Two Swords Technique) — Photek (март 1997, режиссёр — Хироюки Накано)
- Mine to Give — Photek feat. Robert Owens (март 2001, режиссёр — Мириам Круишоп Архивная копия от 6 декабря 2007 на Wayback Machine)
- We Got Heat — Choc Ty feat. Chiara (продюсер — Photek, режиссёр — Мириам Круишоп)
- Man Down — Photek, Technical Itch & Teebee (режиссёр — Мириам Круишоп)

## Награды и номинации
- 7 апреля 2001 года сингл «Mine to Give», записанный совместно с вокалистом Робертом Оуэнсом, занял первое место в национальном танцевальном хит-параде США (Billboard Hot Dance Club Play).